# 天卫十一
天卫十一(S/1986 U 2），又名茱麗葉（Juliet）是环绕天王星运行的一颗卫星。

## 概述
傳統上所有天王星的英語名字都是以威廉·莎士比亞或亞歷山大·蒲柏的作品中的人物的名稱來命名的，這個傳統是從約翰·赫歇爾開始的一直延用至今。天衛十一的英語名茱麗葉出自莎士比亞悲劇《羅密歐與茱麗葉》中，女主角茱麗葉的名字。